# Tit Labien
Tit Labien (latinsko Titvs Labienvs), v preteklosti napačno imenovan  Tit Acij Labien, rimski politik in vojaški poveljnik, * okoli 100 pr. n. št.; † 17. marec 45 pr. n. št.
Bil je eden od častnikov Gaja Julija Cezarja, ki so pogosto omenjeni v njegovih poročilih o njegovih pohodih, na primer o galski vojni (Commentarii de bello Gallico) in državljanski vojni (Commentarii de bello civili). 

## Kariera
Svojo prvo vojaško službo je opravljal od okoli leta 78 pr. do leta 74 pr. Kr. v Kilikiji pod Publijem Servilijem Vatijem Izavrikom. Leta  63 pr. n. št. je na Cezarjevo pobudo obtožil Gaja Rabirija, ki ga je branil Mark Tulij Cicero, kot morilca Lucija Apuleja Saturnina. Istega leta je kot ljudski tribun izvedel plebiscit, ki je Cezarju posredno podelil dostojanstvo pontifex maximus.

## Dosežki v galski vojni
Tit Labien je služil kot legat med Cezarjevo galsko vojno in je prevzel njegovo mesto vedno, ko je Cezar v zimskih mesecih odšel v svojo provinco v severni Italiji, da bi vplival na dogodke v Rimu. Labien si je pridobil vojaško slavo in bogastvo kot strateg. Njegov največji uspeh v Galiji je bila zmaga nad Treveri pod Indutiomarom leta 54 pr. n. št., njegov pohod proti Luteciji (Pariz) leta 52 pr. n. št. in njegova zmaga nad Kamulogenom in Eduji istega leta. 

## Državljanska vojna
Ob izbruhu državljanske vojne leta 49 pr. n. št. je bil eden prvih, ki je na povabilo republikancev zapustil Cezarja, domnevno zaradi zamere zaradi pomanjkanja priznanja med poveljevanjem Cezarjevi konjenici. Domneve zaradi pomanjkanja virov ni mogoče dokazati. Nasprotna stran ga je sprejela, vendar s seboj ni pripeljal kakšne velike vojske. Pod Pompejem ni mogel nadaljevati uspehov, ki jih je dosegal pod Cezarjem. Po porazu v bitki pri Farzalu je pobegnil v Kerkiro in nato v Afriko. Kot ključni poveljnik Pompejevcev je postal Cezarjev najnevarnejši sovražnik. Po porazu v bitki pri Tapsu se je pridružil Gneju Pompeju v Hispaniji in bil  v bitki pri Mundi uibit. Njegovo odrezano glavo so prinesli Cezarju. 

## Družina
Tit Labien je imel sina Kvinta Labiena. 